# Narai
Narai  (tiếng Thái: นารายณ์ 16 tháng 2 năm 1633 - 11 tháng 7 năm 1688) hoặc Ramathibodi III (รามาธิบดีที่ 3) hay Ramathibodi Si Sanphet (รามาธิบดีศรีสรรเพชญ์), là vị vua thứ 27 của vuơng quốc Ayutthaya từ năm 1656 đến năm 1688 và được cho là vị vua nổi tiếng nhất của Ayutthayan. Triều đại của ông là thịnh vượng nhất trong thời kỳ Ayutthaya với các hoạt động thương mại và ngoại giao tích cực với nước ngoài, bao gồm cả người Ba Tư và phương Tây. Trong những năm cuối đời của mình, Narai đã sủng ái nhà phiêu lưu người Hy Lạp Constantine Phaulkon, và đã ban cho Phaulkon rất nhiều quyền lực, gần như đã trở thành thủ tướng của vương quốc. Qua sự sắp xếp của Phaulkon, vương quốc Xiêm có mối quan hệ ngoại giao khá thân thiết với triều đình của Louis XIV và các sĩ quan và nhà truyền giáo Pháp đã dần nắm giữ nhiều chức vụ trong quốc phòng và vị trí cao trong tầng lớp quý tộc Xiêm. Sự gia tăng ảnh hưởng của các quan chức người Pháp làm tăng xung đột giữa họ và các quan lại bản xứ, dẫn tới sự sụp đổ của vương triều Narai vào 1688, ngay trước khi ông qua đời. Triều đại của Narai cũng được biết đến trong cuộc xâm lược Miến Điện năm 1662-1664, sự tàn phá của thành phố cảng độc lập ngắn ngủi của Vương quốc Hồi giáo Singora (1605-1680), và cuộc chiến tranh Xiêm-Anh (1687).
Sự hiện diện của nhiều người nước ngoài, từ dòng Tên Pháp tới các đại biểu của Ba Tư, đã khiến các nhà sử học có nguồn tài liệu phong phú về thành phố Ayutthaya và các xung đột và cuộc sống của mình vào thế kỷ XVII, không sư các tài liệu tại chỗ đã bị tiêu hủy hoàn toàn trong cuộc xâm lược của người Miến vào năm 1767.

## Sinh và tên
Hoàng tử Narai được sinh ra vào ngày 16 tháng 2 năm 1633, là con của vua Prasat Thong và vợ của ông, Công chúa Sirithida (tiếng Thái: ศิริธิดา), con gái của Songtham. Prasat Thong vừa cướp ngôi từ triều đại Sukhothai cầm quyền vào năm 1629 và lập ra một triều đại của riêng mình. Narai có một người em gái ruột tên Si Sihan Suphan (hay Công chúa Ratcha Kanlayani), anh trai cùng cha khác mẹ là Hoàng tử Chai, và chú là Hoàng thúc Si Suthammaracha.
Biên niên sử Hoàng gia Ayutthaya ghi nhận rằng "Trong năm đó [1633], hoàng hậu đã sinh ra một đứa con trai. Khi người trong hoàng tộc nhìn thấy đứa trẻ sơ sinh, họ thấy đứa trẻ có bốn cánh tay trước khi có hai cánh tay như bình thường. Sau khi biết được điều này, nhà vua nghĩ đó là một phép lạ, vì thế ông đặt tên cho con trai là Narai. " Tên Narai là từ tiếng Phạn Narayana, một tên của vị thần Hindu Vishnu, người có bốn cánh tay.

## Kế thừa

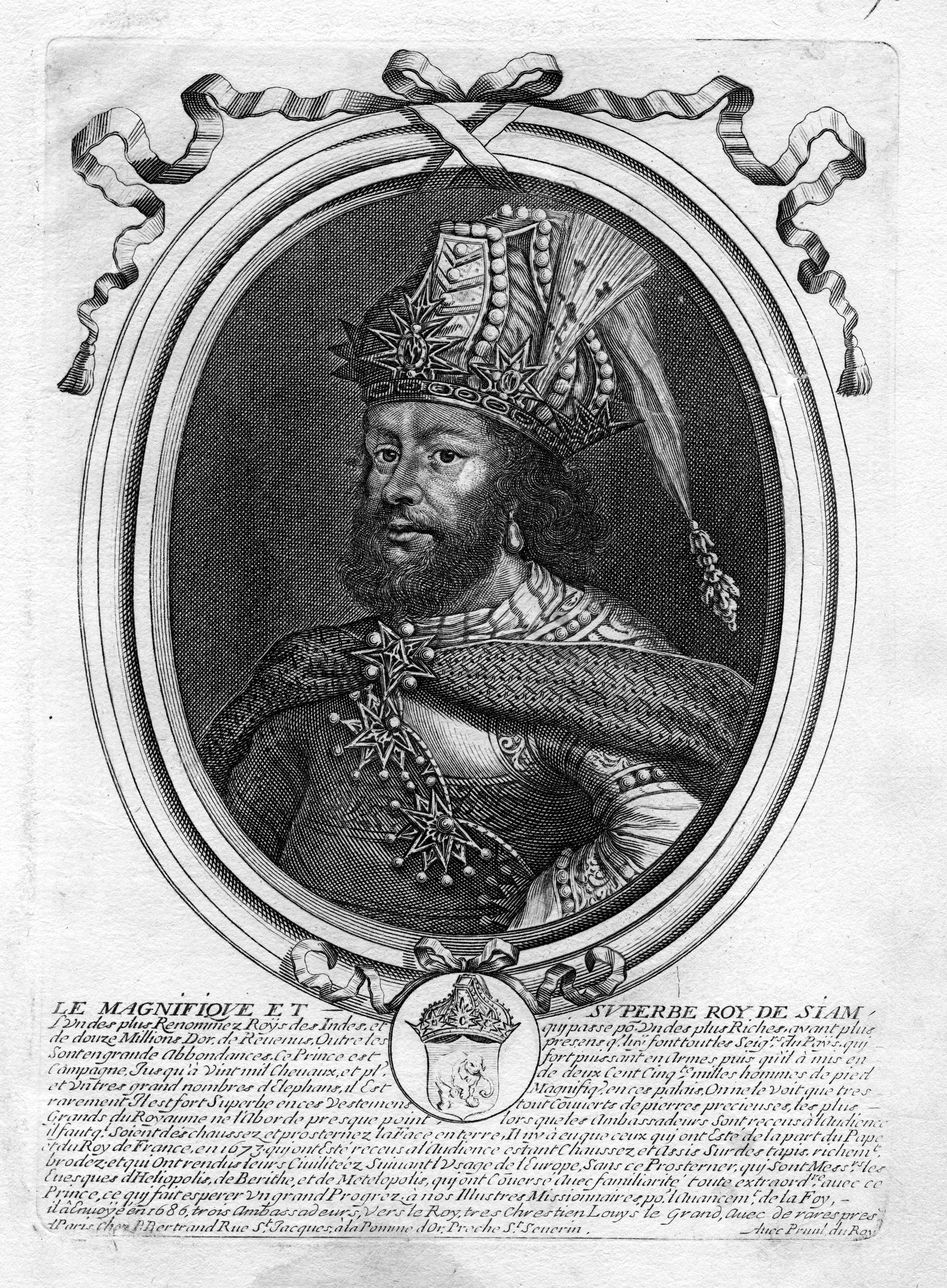
Mô tả về vua Narai của những người Châu Âu

Sau khi Prasat Thong qua đời vào năm 1656, hoàng tử Chai đã kế vị cha mình, lấy hiệu là Quốc vương Sanpet VI.
Tuy nhiên, theo truyền thống của người Thái Lan, anh em ruột được ưu tiên cao hơn con trai trong việc truyền ngôi. Hoàng thúc Sudharmmaraja vạch ra kế hoạch cùng với cháu trai, Hoàng tử Narai, để lật đổ Sanpet VI. Sau chín tháng nối ngôi, Sanpet VI đã bị hành quyết sau một cuộc đảo chánh. Narai và chú của ông sau đó đã nhập cung, và Si Suthammaracha tự phong mình làm vua. Si Suthammaracha chỉ định Narai là Uparaja (Phó vương hay Đệ nhị vương). Tuy nhiên, Narai cũng là một người đầy tham vọng và đã yêu cầu người Hà Lan ủng hộ ông chống lại chú mình. Quyền lực của Si Suthammaracha quá yếu ớt và hầu như phụ thuộc vào Chao Phraya Chakri, một viên quan đầy tham vọng với quyền lực bao trùm các tỉnh Đông Bắc Xiêm, người cũng muốn ngôi.
Năm 1656, Narai và người chú cuối cùng đã trở mặt nhau. Vốn Si Suthammaracha say đắm em gái của Narai là Công chúa Ratcha Kanlayani. Ông ta ra lệnh cho lính bao vây phủ công chúa và xông vào tìm bắt cô. Công chúa trốn trong một chiếc rương sách và sau đó trốn thoát được đến Tiền cung (cung điện của Uparaja), nơi anh cô đang ngự trị. Tức giận vì hành vi của người chú, Narai quyết định hành động. Ông đã tìm cách thu hút sự ủng hộ từ những người lính đánh thuê Ba Tư và Nhật, những người vốn đã bị áp bức trong triều đại của cha mình. Ông cũng có sự ủng hộ từ Công ty Đông Ấn Hà Lan, từ các anh em của mình và Okya Sukhothai, một quý tộc nhiều quyền lực. Vào ngày Ashura, các lính đánh thuê người Ba Tư và người Nhật đã tấn công cung điện. Hoàng tử tham gia chiến đấu chống lại chú của mình trong một trận triến, cho đến khi nhà vua chạy trốn đến Hậu cung. Si Suthammaracha bị bắt và bị hành quyết tại Wat Khok Phraya vào ngày 26 tháng 10 năm 1656.

## Chính sách trong nước

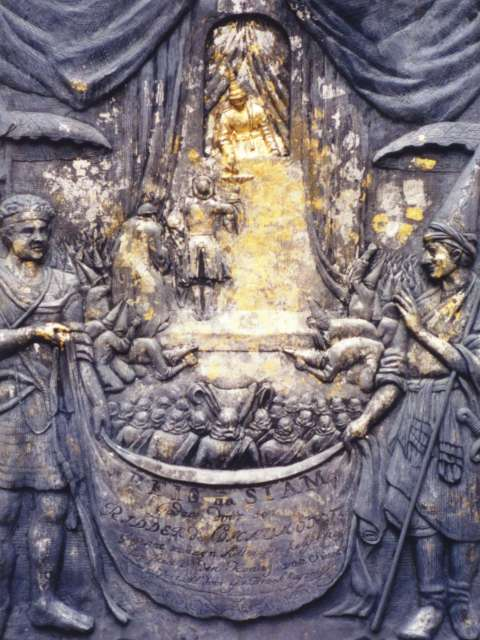
Phù điêu tại đài tưởng niệm ở Lopburi cho thấy vua Narai tiếp kiến các đại sứ Pháp.

Chính sách nội bộ trong triều đại của vua Narai bị ảnh hưởng rất lớn bởi sự can thiệp của các cường quốc nước ngoài, mà đáng chú ý nhất là người Trung Quốc ở phía bắc, người Hà Lan ở phía Nam, và người Anh người đang tiến hành các cuộc tấn công đầu tiên của họ vào Ấn Độ về phía tây. Các chính sách xoay quanh việc chống lại các ảnh hưởng trực tiếp hoặc tạo ra sự cân bằng quyền lực giữa các bên khác nhau.:58
Năm 1660, quân Thanh tiến hành xâm chiếm thủ đô Miến Điện tại Ava để lùng bắt Chu Do Lang, vị hoàng đế cuối cùng của nhà Nam Minh. Cảm thấy có thể làm suy yếu ảnh hưởng của Miến Điện ở các chư hầu phía bắc, Narai bắt đầu cuộc chiến tranh Miến - Xiêm (1662-1664) nhằm đưa Chiang Mai đặt dưới sự kiểm soát trực tiếp của Ayutthya. Do kết quả của cuộc chiến đầu tiên chỉ giúp kiểm soát được Lampang và một số thị trấn nhỏ, vì vậy Narai đã tiến hành tiếp một cuộc chiến kế tiếp để hoàn thành việc đưa Chiang Mai vào tầm kiểm soát. Sau khi chặn đứng được một cuộc tấn công của quân Miến Điện vào năm 1663 tại Sai Yok, Narai đã thống lãnh một đội quân 60.000 người tiến hành xâm lăng Miến Điện, chiếm giữ Martaban, Syriam, Rangoon, Hongsawadi, và rồi năm 1664 đã bao vây Pagan. Sau khi "giết và gây nhiều thương vong, bắt được nhiều tù binh", người Xiêm đã rút lui.:220–227,229–233,234–239
Tháng 7 năm 1687, một vụ tàn sát ở Mergui đã dẫn đến cái chết của 60 người Anh. Vụ việc này có nguồn gốc từ sự suy giảm quan hệ giữa Xiêm và công ty Đông Ấn Anh do Josiah Child lãnh đạo. Với quyền lực của mình, Phaulkon đã chỉ định hai người Anh thân cận với ông ta làm thống đốc ở Mergui, và họ đã sử dụng cảng làm căn cứ cơ sở cho các cuộc cướp bóc vào Hồi quốc Golconda (thuộc lãnh thổ Ấn Độ ngày nay), vốn có quan hệ thân thiện với Công ty Đông Ấn Anh. Tháng 4 năm 1687, Công ty Đông Ấn Anh đòi một khoản bồi thường 65.000 bảng từ Narai và yêu cầu phong tỏa Mergui. Lo ngại một vụ xét xử về tội cướp biển, hai thống đốc của Mergui đã tìm cách ve vãn các thuyền trưởng người Anh. Tuy nhiên, hành động này làm dấy lên nghi ngờ của chính quyền Xiêm, vì vậy, người Xiêm sau đó đã bắn vào tàu Anh và tàn sát tất cả những người Anh nào mà họ gặp phải. Narai sau đó tuyên chiến với Công ty Đông Ấn Anh, và trao quyền kiểm soát Mergui cho Chevalier de Beauregard, một sĩ quan người Pháp và hạm đội nhỏ mà ông ta chỉ huy. Đồng thời, Narai cũng cho phép Beauregard được chiếm giữ cảng chiến lược của Bangkok để chống lại ảnh hưởng của Hà Lan.
Vua Narai cũng cho xây dựng một cung điện mới tại Lopburi ngày nay (được gọi "Louvo" trong các tài liệu Pháp), sử dụng kiến thức chuyên môn của các kiến trúc sư và các kỹ sư Dòng Tên. Phong cách kiến trúc của cung điện ảnh hưởng của châu Âu rất rõ, đặc biệt là việc sử dụng các cửa sổ rộng. Việc di chuyển cung điện đến Lopburi được cho là nhằm mục đích chống lại sự phong tỏa hải quân Hà Lan đối với Ayutthaya năm 1664 để đòi hỏi độc quyền các sản phẩm bằng da thú.

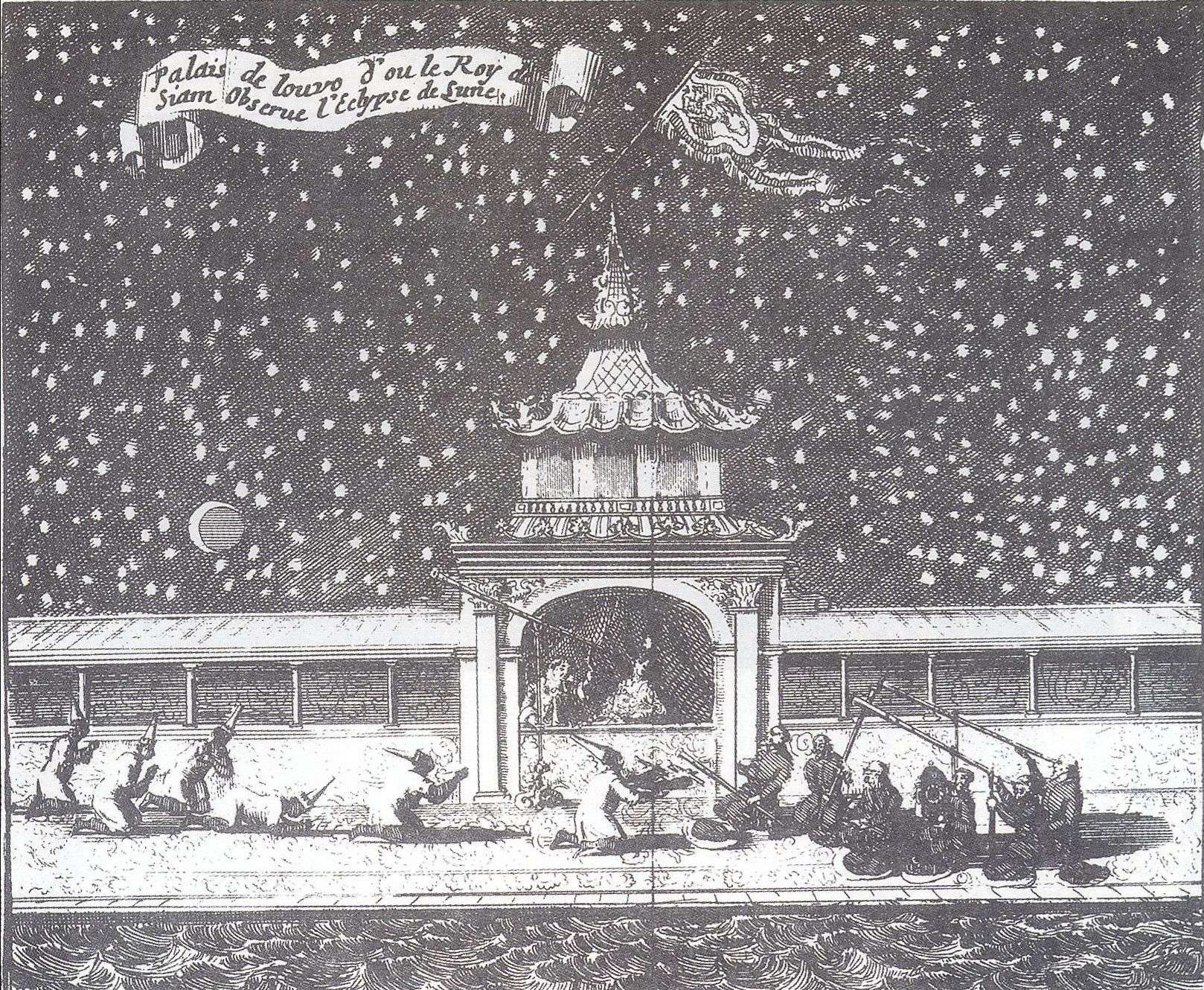
Vua Narai quan sát nhật thực với các linh mục dòng Tên Pháp tại Lopburi, 1685

Mặc dù các phái bộ Công giáo đã có mặt tại Ayutthaya từ năm 1567 thông qua các nhà truyền giáo dòng Đa Minh Bồ Đào Nha, vương triều Narai đã chứng kiến nỗ lực đầu tiên nhằm cải đạo quốc vương sang Công giáo dưới sự bảo trợ của các linh mục Dòng Tên Pháp được phép định cư tại Ayutthaya năm 1662. Nỗ lực cải đạo cuối cùng thất bại, nhưng người Công giáo vẫn được phép ở Xiêm đến ngày nay.
Ảnh hưởng của người phương Tây quan trọng nhất là việc Narai cho phép Constantine Phaulkon, một nhà phiêu lưu người Hy Lạp đến tiếp kiến tại Ayutthaya vào năm 1675. Trong một vài năm, Phaulkon đã cố gắng tiếp cận với nhà vua và trở thành cận thần số một của Narai. Dưới sự cố vấn của Phaulkon, vua Narai đã tìm cách cân bằng ảnh hưởng của người Hà Lan bằng cách ủng hộ người Pháp. Phaulkon cũng khuyến khích sự quan tâm của Pháp bằng cách làm cho người Pháp tin rằng vua Xiêm sắp cải sang đạo Công giáo. Mặc dù Narai tỏ ra quan tâm đến Công giáo, ông cũng cho thấy sự quan tâm tương tự đến Hồi giáo và không có bằng chứng cụ thể nào cho thấy ông cũng muốn cải đạo. Tuy nhiên, các phái bộ Cơ đốc giáo và Hồi giáo đều đi đến kết luận rằng Phaulkon phải chịu trách nhiệm về những thất bại của họ. Nhiều quan lại và chư hầu Xiêm cũng phẫn nộ về ảnh hưởng của Phaulkon và ông ta nhanh chóng trở thành tâm điểm của sự bài ngoại tại triều đình, với lãnh đạo là Phetracha, một cận thần khác của Narai, người mà tương lai sẽ trở thành vị vua đầu tiên của Vương triều Ban Phlu Luang.

## Chính sách ngoại giao
Khía cạnh nổi bật nhất trong triều đại Narai là những sứ bộ ngoại giao mà ông đã gửi và nhận trong thời trị vì của mình. Các phái bộ được gửi đến các nước như Pháp, Anh và Vatican, mặc dù có ít nhất hai phái bộ đã bị mất tích trên biển. Quan hệ với các lân bang với Ayutthaya cũng không bị bỏ rơi, nhiều sứ bộ đã được gửi tới Ba Tư, Golconda (Ấn Độ), Trung Quốc, cũng như các quốc gia lân cận khác.
Trong số đó, chiếm tỷ lệ nhiều nhất là các sứ bộ đến châu Âu, đặc biệt là đến Pháp. Năm 1673, một sứ bộ của giáo hội Công giáo Pháp đến với các thư của Giáo hoàng Clêmentê IX và Hoàng đế Pháp Louis XIV, tiếp kiến triều đình Xiêm. Vua Narai đáp lại bằng cách phái một sứ bộ sang Pháp vào năm 1680 do Phraya Pipatkosa dẫn đầu. Mặc dù sứ bộ được cho là đã mất tích trên biển gần Madagascar, người Pháp phản hồi tích cực bằng cách phái một sứ bộ thương mại đến Ayutthaya do Gáim mục François Pallu lãnh đạo vào năm 1682.

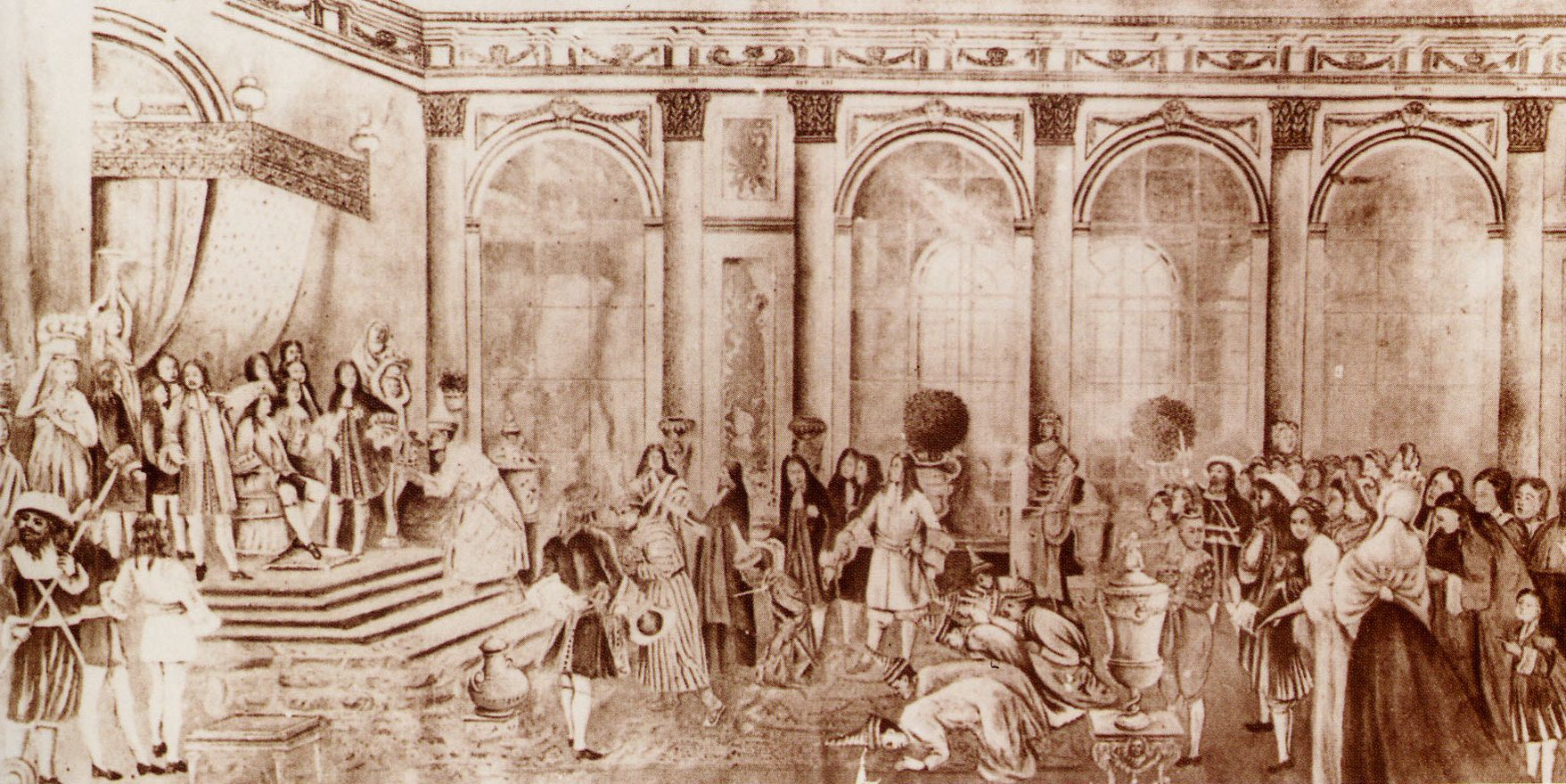
Kosa Pan trình bày quốc thư của vua Narai tới Louis XIV tại Versailles, ngày 1 tháng 9 năm 1686

## Ảnh hưởng của Pháp gia tăng
Nửa sau của triều đại Narai là thời kỳ ảnh hưởng của Pháp ngày càng gia tăng cho đến cuộc đảo chính năm 1688. Điều này đạt được thông qua Constantine Phaulkon, người trước đây từng làm việc cho Công ty Đông Ấn Anh. Phaulkon được Kosa Lek đưa vào triều đình vào năm 1681 với tư cách là một thông dịch viên khéo léo và nhanh chóng nhận được sự ủng hộ của hoàng gia. Năm 1682, ông làm phiên dịch viên trong thời hoàng kim với François Pallu, người đã đến với những lá thư từ Louis XIV. Phaulkon đã đề xuất kế hoạch xây dựng lại pháo đài của Mergui theo phong cách châu Âu đa sắc, được Kosa Lek phản đối mạnh mẽ. Kosa Lek đã được phát hiện nhận hối lộ từ nông dân không muốn bị đánh vào xây dựng Mergui. Ông bị đánh đến chết theo lệnh của hoàng gia.
Narai đã trả lời Pháp bằng cách phái sứ đoàn Xiêm tới Pháp vào tháng 1 năm 1684 dưới sự lãnh đạo của Khun Pijaivanit và Khun Pijitmaitri cùng với nhà truyền giáo Benigne Vachet. Họ đến Calais vào tháng 11 và cuối cùng đã tiếp kiến hoàng gia Pháp. Louis XIV đã phái Chaumont làm chánh sứ, Và Choisy để lãnh đạo sứ mệnh của Pháp vào năm 1685 để trả lại các đại sứ Xiêm và cải đạo Narai sang Công giáo. Nhiệm vụ có một số lượng lớn linh mục dòng Tên và các nhà khoa học. Colbert đã gửi bức thư của mình tới Phaulkon để hướng dẫn ông thuyết phục nhà vua Xiêm La nhượng bộ yêu cầu của Pháp với những lời hứa phong tước hiệp sĩ cho ông.

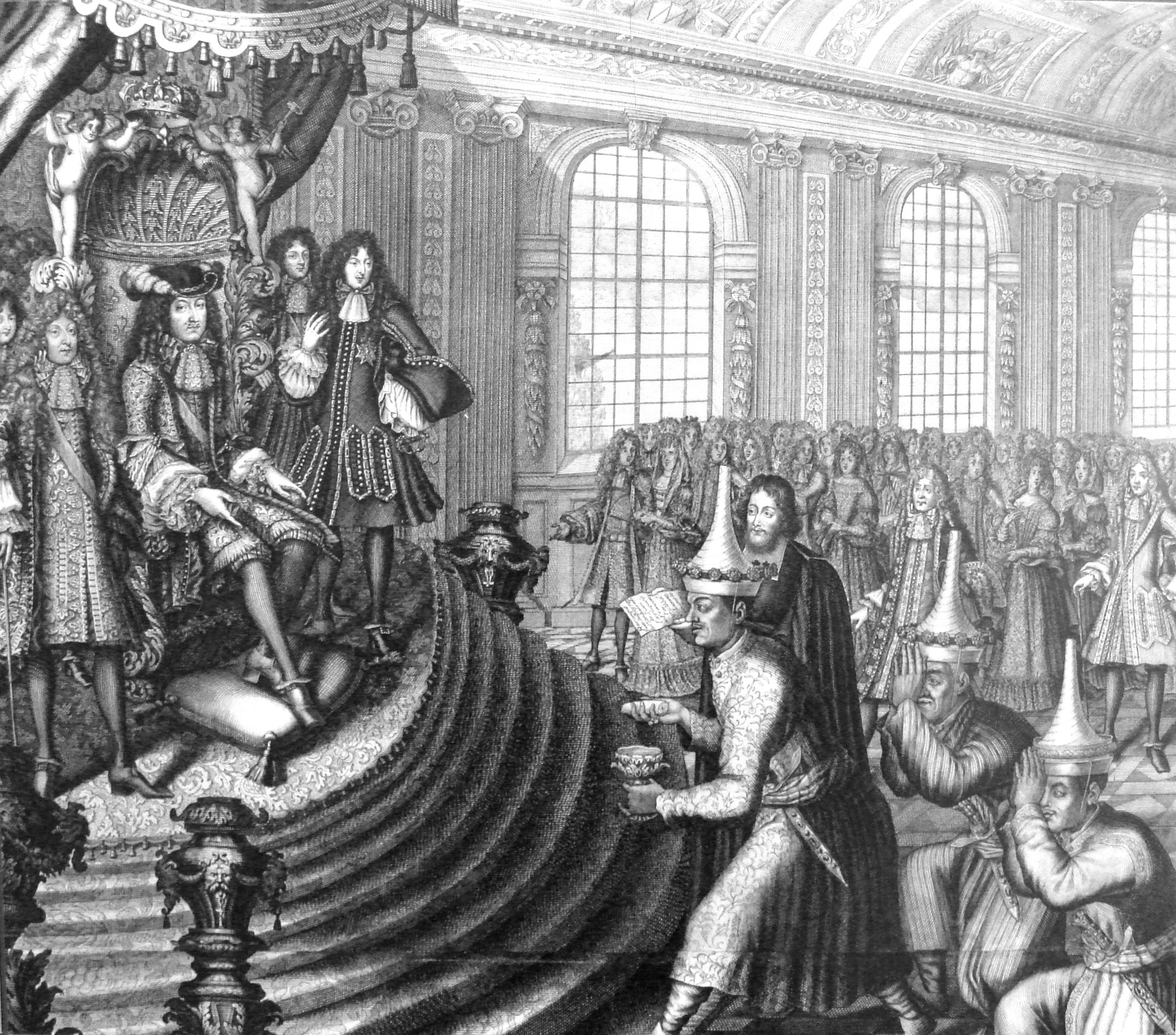
Sứ đoàn Xiêm đến diện kiến Louis XIV năm 1686, tranh vẽ Nicolas Larmessin.

Mặc dù không cải đạo sang Cơ đốc, Narai đồng ý cho phép quân đội Pháp được đóng quân tại cảng Xiêm. Chevalier de Forbin được làm chỉ huy của pháo đài Bangkok và đào tạo quân đội Xiêm trong chiến tranh với phương Tây. Nhiều pháo đài Xiêm bao gồm Mergui, Ligor, Singora (Songkhla), Lavo, và Ayutthaya được xây dựng lại theo phong cách châu Âu. Một sứ đoàn khác của Xiêm đến Pháp do Phra Visutsundhorn (Kosa Pan, em trai Kosa Lek) và Guy Tachard lãnh đạo năm 1686 được châu Âu nhiệt liệt khoản đãi. Một số tài liệu về Xiêm quốc của Kosa Pan được tìm thấy ở Paris vào những năm 80 của thế kỷ 20.
Samuel White, chỉ huy pháo đài Mergui và người bạn đồng hành của Phaulkon, khai chiến với đội tàu Anh đến từ Ấn Độ năm 1687, dẫn đến việc người Anh phong tỏa Mergui. Quan lại Xiêm La đã thảm sát người Anh. Khi hạm đội Anh đe dọa vương quốc, Narai đã quyết định xoa dịu người Anh và xửt tử các quan lại địa phương.

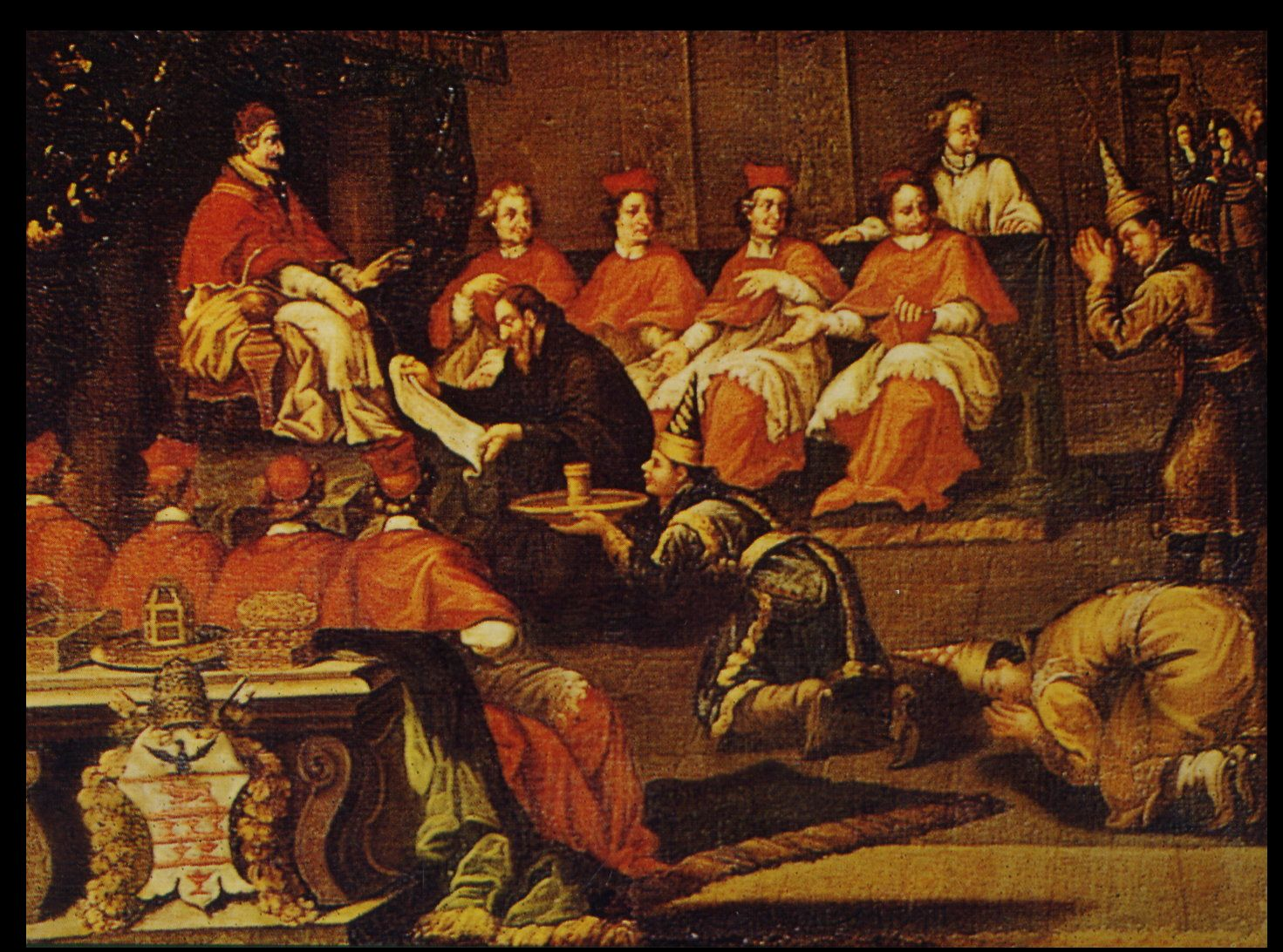
Đức giáo hoàng Innocent XI đón tiếp sứ thần Xiêm, do Chánh sứ Cha Tachard dẫn đầu, đọc bản dịch sứ điệp của vua Narai, tháng 12 năm 1688

Năm 1687, sứ đoàn Pháp khởi hành từ Brest đến Ayutthaya. Sứ đoàn gồm Kosa Pan  Guy Tachard một lần nữa, Simon de La Loubère, Claude Céberet du Boullay, và tướng Desfarges về nước. Một trung đoàn lính Pháp đã được cử đi tháp tùng sứ đoàn này đồn trú tại các pháo đài Xiêm, tướng Desfarges chỉ huy các pháo đài. Narai đồng ý cho quân Pháp đồn trú tại Mergui và Bangkok, cả hai đều có pháo đài theo kiểu phương Tây. Tướng Desfarges đóng quân tại Bangkok. (Pháo đài bây giờ được gọi là pháo đài Vijaiprasit tiếng Thái: ป้อมวิไชยประสิทธิ์ Sau đó là pháo đài hoàng gia của vua Taksin). Sứ đoàn Xiêm La lần cuối cùng được Ok-khun Chamnan cử đi năm 1688 đến Rome và diện kiến Đức Giáo hoàng Innocent XI.)

## Cuộc "Cách mạng" năm 1688
Narai đã dành toàn bộ triều đại của mình làm giảm sức mạnh của các quan lại bản xứ gây ra nhiều đổ máu trong thời gian của người tiền nhiệm. Trước hết ông đã hỗ trợ người Ba Tư và sau đó là các lính canh Pháp và các cố vấn chống lại các quan lại của Thái. Thậm chí sự thăng thiên lên ngai vàng của ông đã được sắp xếp bởi những người lính đánh thuê của Ba Tư. Người Pháp cuối cùng đã được hưởng những ưu đãi đặc biệt từ tôn giáo đến các hoạt động quân sự. Một trong những bước ngoặt quan trọng liên quan đến việc xây dựng các pháo đài của Pháp và các doanh trại quân đội ở Bangkok, tại cửa sông. Để đối phó với các hoạt động, người Pháp chủ yếu phụ thuộc vào Constantine Phaulkon, vị quan vua yêu thích nhất. Sự đe dọa của sự hiện diện của quân đội Pháp, theo báo cáo, đã được cảm nhận trong các triều đình cao quý. Nhìn chung, chủ nghĩa phân chia, thiên vị và gia đình đã trở nên rõ ràng. Các quý bà bản địa bằng cách nào đó quản lý để bảo vệ quyền hạn của họ, nhất là Kosa Lek.
Petracha, Chỉ Huy của Trung đoàn Voi, nổi lên như một "quốc gia" hàng đầu. Petracha có mối quan hệ gia đình với Narai, mẹ của nhà vua xem ông như con nuôi và em gái ông cũng là một trong số thê thiếp của nhà vua.
Narai được cho là sợ sinh con. Do đó, ông đã ra lệnh phá thai bất kỳ người phối ngẫu được ngâm tẩm nào. Tuy nhiên, ông đã nhận con trai của một vị quan chức nhỏ với cái tên Phra Piya và làm cho ông kế vị ông. Hoàng tử trẻ được người Pháp tiếp đón để cải đạo cho ông sang đạo Công giáo.
Các vấn đề đã được đặt ra khi vua Narai ngã bệnh nặng vào tháng 3 năm 1688 trong khi nhà vua ở trong các cung điện Lopburi. Nhận thức được sự tranh chấp liên tiếp trong tháng 5 năm 1688, Narai gọi các thành viên thân cận nhất của ông là Phaulkon, Phra Phetracha, Phra Pi và đề cử con gái ông, Kromluang Yothathep thành công. Ba thành viên hội đồng đã hành động như những người nhiếp chính cho đến khi công chúa lấy một người bạn mà cô chọn từ một trong hai ủy viên Xiêm.

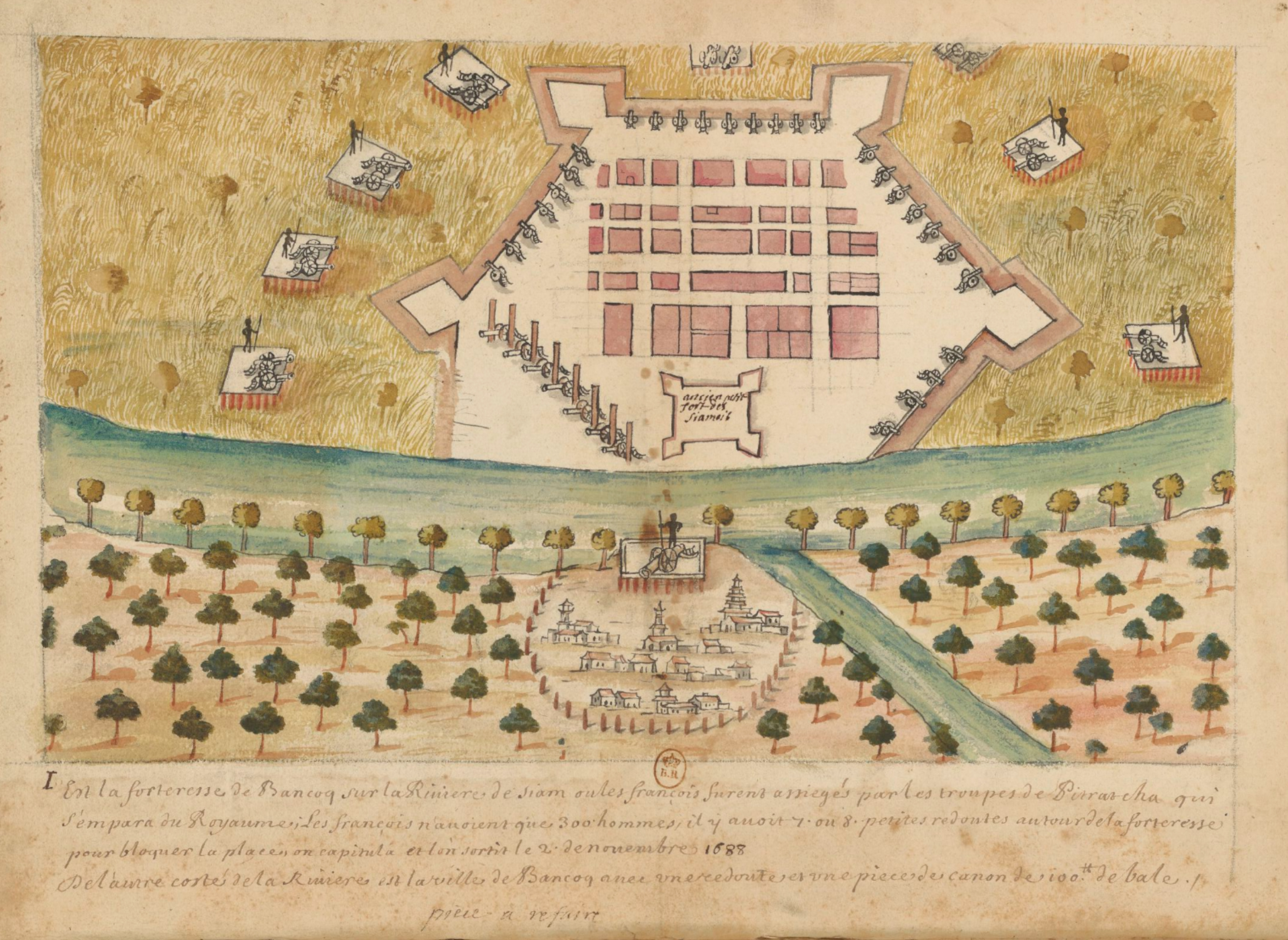
Cuộc bao vây một pháo đài Pháp ở Bangkok bởi những người cách mạng, năm 1688

Khi Narai bị ốm nặng và không có hy vọng hồi phục, Phetracha đã bắt Phaulkon và các sĩ quan Pháp. Sau khi đặt câu hỏi với Phra Pi, Phetracha phát hiện ra Phra Pi đã âm mưu với Phaulkon để chiếm ngôi, và Phra Pi đã bị hành quyết. Việc đặt câu hỏi thêm về Phaulkon đã cho thấy một âm mưu nổi dậy, và ông cũng bị hành hình. Narai, trên giường bệnh, không thể làm bất cứ điều gì, ngoại trừ nguyền rủa Phetracha và con trai ông, Luang Sorasak. Sau đó hai người con của Narai bị hành quyết.
Sau cái chết của vua Narai, Phetracha tự tuyên bố mình là vua. Quân Xiêm đã tấn công quân đội Pháp trong cuộc bao vây Bangkok. Cuối cùng, lính Pháp được phép trở về Pháp. Chỉ có người Hà Lan mới được phép kinh doanh thủ đô trước khi người Pháp và người Anh cuối cùng kết thúc cuộc tranh chấp với Xiêm.

## Kế thừa

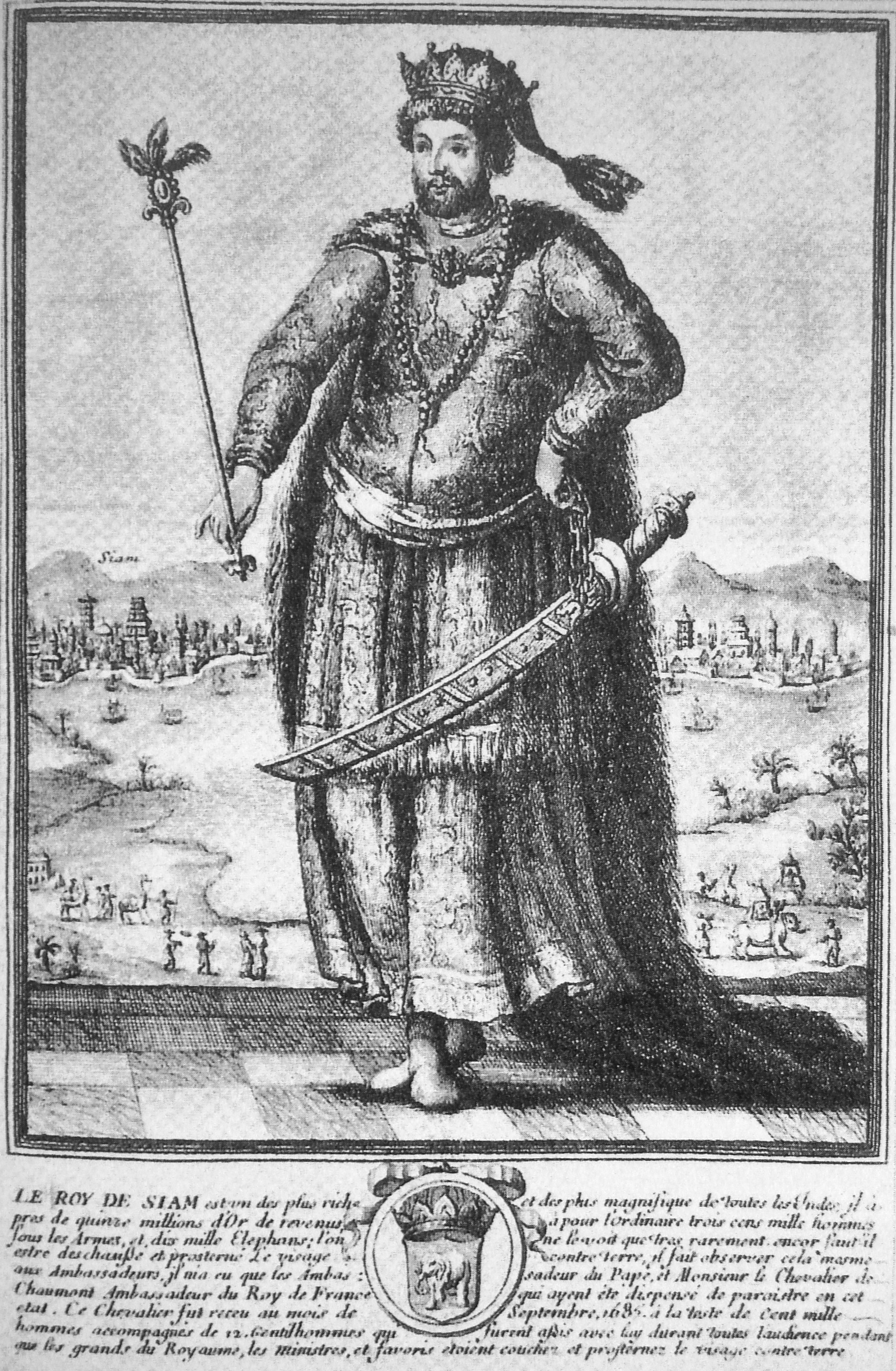
Phép thuật đương đại của Pháp về Vua Narai.

Mặc dù vương triều của vua Narai chứng kiến ảnh hưởng nước ngoài lớn nhất tại triều đình Xiêm, thành tích ngoại giao của ông sẽ bị đảo ngược bởi người kế nhiệm ông. Có thể tranh cãi liệu thái độ tư duy mới của người kế nhiệm ông đã góp phần vào sự suy yếu và cuối cùng là sự sụp đổ của Ayutthaya. Mặt khác, việc hạn chế ảnh hưởng của nước ngoài trong triều đình có thể đã ngăn cản việc thực dân hóa Ayutthaya. Tuy nhiên, những thành tựu ngoại giao của ông trị vì đã góp phần cho ông ta là "Đại đế" sau khi chết, một trong bảy người được công nhận như vậy trong lịch sử của Thái Lan.
Đồng thời, hồ sơ của những người tham gia vào các nhiệm vụ ngoại giao, đặc biệt là từ phía tây, đã cho phép các sử gia có được cái nhìn thoáng qua vào thế giới của triều đình Ayutthayan vì hầu hết các hồ sơ gốc ở Ayutthaya đã bị phá hủy với thành phố năm 1767. Bao gồm các tài khoản của Pháp của Chevalier de Chaumont, Abbé de Choisy, Fr. Tachard, Claude de Forbin, de la Loubere và tài khoản của Ba Tư Muhammad Ibrahim Muhammad Rabi. Trong nước, sự ổn định tương đối trong thời trị vì của ông cũng đã làm cho sự hồi sinh văn học Xiêm trong thời trị vì của ông.
Xa hơn nữa, một trong những con phố chính của thành phố Brest cũng như một đại lộ khác ở Marseilles được đặt tên là "Rue de Siam" để tưởng niệm các sứ mệnh của Narai, trong khi đó một con phố cổ ở tỉnh Lop Buri, nơi Narai cư ngụ tại thời điểm anh ta nhận được Chevalier de Chaumont, được chính phủ Thái Lan gọi là "Rue de France" vào năm 1985 để kỷ niệm 300 năm quan hệ giữa hai nước.
Ngoài ra, trong số những món quà được trao đổi giữa triều đình Xiêm La và Pháp, hai món đồ từ Xiêm La có ảnh hưởng bất ngờ đến lịch sử nước Pháp. Các đồ vật này là hai khẩu pháo bạc cuối cùng được lưu giữ trong Kho chứa đồ nội thất Hoàng gia ở Paris vì chúng được phân loại như quà tặng chứ không phải là vũ khí. Sau khi không tìm được vũ khí sử dụng được ở kho vũ trang, những người Paris xâm nhập vào kho và phát hiện ra khoảng 20 khẩu đại bác. Tuy nhiên, chỉ có duy nhất những khẩu pháo Xiêm vẫn còn hoạt động, và do đó chúng được đưa tới Bastille. Ngày tháng 14 tháng 7 năm 1789